# 上川町立上川中学校
上川町立上川中学校（かみかわちょうりつかみかわちゅうがっこう）は、北海道上川郡上川町北町に所在する公立（町立）の中学校。上川町に唯一所在する中学校である。スキージャンプが盛んで、原田雅彦や高梨沙羅を輩出した。

## 概要

### 教育の特色
（この節の主要な出典は公式サイト）
- 連携型中高一貫教育 - 2002年（平成14年）から北海道上川高等学校と共に特色ある教育活動を行っている。さらには、旭川大学との連携も行っている。
- カナダ交流 - 1989年（昭和64年）からカナダのアルバータ州ロッキー・マウンテン町のパイオニアスクールと交流を行行っている。
- 大雪山愛護少年団活動 - 自然を愛し郷土を愛する心を育てる活動を行っている。

### 生徒
（この節の主要な出典は公式サイト）
生徒数
普通学級 : 3クラス
特別支援学級 : 4クラス
全校生徒 : 90
2019年（平成30年）8月30日現在

## 沿革
（この節の主要な出典は公式サイト）
- 1947年（昭和22年）4月 - 上川村立上川中学校として開校する。
- 1952年（昭和27年）9月 - 町制施行に伴い、現名称（上川町立上川中学校）に改称する。
- 1967年（昭和42年）1月 - 完全給食を開始する。
- 2000年（平成12年）4月 - 文部省より中高一貫教育推進校の指定を受ける。

## 通学区域
- 上川町全域

## 著名な出身者
- 笠間法考 - スキージャンプ選手、上川町議会議員

- 勢藤優花 - スキージャンプ選手
- 高梨沙羅[4] - スキージャンプ選手
- 原田雅彦 - スキージャンプ選手